# Пісні Мертвого Півня
Пісні Мертвого Півня — студійний альбом українського рок-гурту Мертвий півень. Виданий 2006 року. Всі пісні мають заголовки англійською мовою, проте самі тексти написані українською. На відміну від попереднього альбому, цей більше тяжіє до панк-року.
Текста взяті зі збірки "Пісні для мертвого півня" Юрія Андруховича яку він підготував спеціально для гурту. Поет пояснює, що в один момент пісень на його вірші стало дуже багато і він рішив створити для гурту збірку яка буде заповнена віршами без рим, що не будуть підходити для пісень.

## Список пісень
1. And Everybody Fucks You (Сто баксів на місяць – і всі тебе...)
2. Without You (Знову, курва, радіо, телебачення, преса. Влада собі як влада: суцільні бандити)
3. Old Soldier Is Very Drunk
4. Absolutely Vodka (Мені по цимбалах...)
5. And the Third Angel Sounded (Брат! Піва кончілась, ти представляєш? Піва кончілась, жена ушла!)
6. Welcome To My Foolish Dreamland (Нас не повинні зривати вранці будильники)
7. Bombing New York City (... Приготуватись до бомбардування)
8. Girl You Will Be A Woman Soon (Прокрадаюся в її сни, дякую дякуючи за нагоду снитися...)
9. Sie können den Computer jetzt ausschalten. (Не забудьте выключить телевизор. На добраніч, малята, на добраніч. На сьогодні більше новин немає)[2]
10. . Life Is A Long Song (Так, я справді не боюся сказати, чого я боюся)

bonus track
1. З біографії пілота